# Nemesis (astronomia)

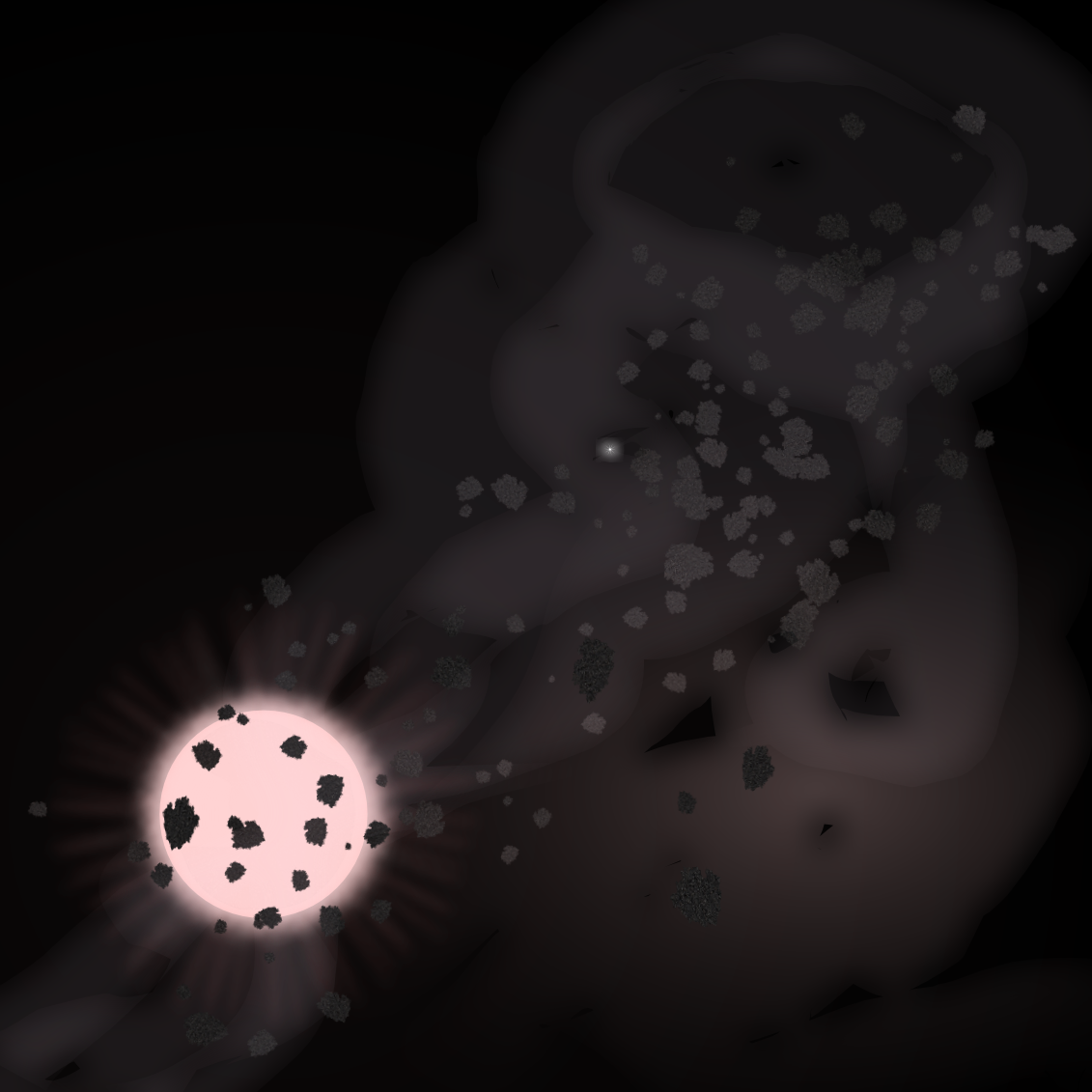
Artystyczna wizja Nemezis z krążącymi wokół niej planetoidami; w tle widoczne Słońce.

Nemesis – hipotetyczna gwiazda towarzysząca Słońcu, której istnienie zasugerowano na podstawie regularności w występowaniu masowych wymierań w historii Ziemi. Nazwa tej gwiazdy pochodzi od bogini przeznaczenia z mitologii greckiej.
Gwiazda towarzysząca Słońcu mogłaby nie zostać dostrzeżona nawet na początku XXI wieku, jeżeli byłby to chłodny czerwony karzeł lub brązowy karzeł, krążący w odległości od 50 000 do 100 000 au od Słońca, poza granicami Obłoku Oorta. Obserwacje nieba w podczerwieni dokonane przez teleskop kosmiczny WISE wykluczają jednak istnienie gwiazdy lub brązowego karła w takiej odległości.

## Założenia hipotezy
W 1984 roku paleontolodzy Jack Sepkoski i David Raup zauważyli, że masowe wymierania gatunków powtarzają się w historii Ziemi z pewną okresowością, średnio raz na ok. 26–27 milionów lat. Do dziś nie jest znane wytłumaczenie tego zjawiska, jednak długi okres między kolejnymi zdarzeniami zasugerował uczonym możliwość istnienia pozaziemskiej przyczyny.
Astronomowie zajmujący się tą kwestią wskazali, że możliwym wytłumaczeniem jest istnienie gwiazdy towarzyszącej Słońcu, która porusza się po wydłużonej eliptycznej orbicie i co około 26 milionów lat pojawia się w pobliżu Obłoku Oorta. Zbliżenie Nemesis powodowałoby destabilizację orbit odległych komet i wyrzucanie ich (między innymi) w kierunku centrum Układu Słonecznego, znacznie zwiększając prawdopodobieństwo zderzenia Ziemi z dużym obiektem.

## Problemy hipotezy
Gdyby Słońcu istotnie towarzyszyła gwiazda Nemesis, to nawet w najdalszym punkcie orbity musiałaby znajdować się bliżej Słońca niż inne najbliższe gwiazdy. Taki obiekt zapewne byłby dobrze znany astronomom. Gdyby był to jednak brązowy karzeł, świecący głównie w podczerwieni, to mógłby uniknąć wykrycia przez teleskopy optyczne. Współczesne analizy potwierdzają istnienie cyklu wymierań, jednak obliczenia hipotetycznej orbity Nemesis wskazują, że nie może ona być stabilna. Na ruch ciała krążącego tak daleko od Słońca miałaby wpływ grawitacja innych pobliskich gwiazd, powodując zmiany elementów orbity o 20 do 50%, co sprawia, że nawet gdyby Nemesis istniała, to nie mogłaby być przyczyną tak regularnych wymierań.

## Kontrargumenty obserwacyjne
Obserwatoria dokonują od końca XX wieku przeglądów nieba w zakresie promieniowania podczerwonego, które emituje każde ciało niebieskie. Wśród obserwacji satelity IRAS i późniejszego programu 2MASS (Two Micron All Sky Survey) nic nie potwierdzało istnienia Nemesis. Obserwacje te nie miały jednak takiej czułości, jaką osiągnął teleskop kosmiczny WISE. Był on w stanie wykryć obiekt o masie Jowisza w odległości do 82 000 jednostek astronomicznych, a trzykrotnie masywniejszy w odległości przekraczającej 100 tysięcy au. Niewykrycie takiego ciała wyklucza istnienie gwiazdy (lub brązowego karła) powodującej masowe wymierania. Niewykluczone natomiast pozostaje istnienie nieznanej planety Układu Słonecznego, krążącej po bardzo odległej orbicie.

## Nemesis w fikcji
Gwiazda Nemesis pojawia się też w powieści Nemesis, autorstwa Isaaca Asimova. Z "Planety Nemesis" pochodzi także Bractwo Czarnego Księżyca z anime Sailor Moon R.